# Хоннер, Франц
Франц Хо́ннер (нем. Franz Honner; 4 сентября 1893, Богемия — 10 февраля 1964, Вена) — австрийский политический деятель, член руководства Коммунистической партии Австрии, один из организаторов австрийских батальонов свободы во время Второй мировой войны, министр внутренних дел в правительстве Карла Реннера.

## Биография
В 1920-25 годах Хоннер работал горняком в Грюнбахе и активно участвовал в профсоюзном движении. В 1920 году вступил в Компартию Австрии и возглавил местную организацию КПА.
В 1927 году Франц Хоннер был избран в состав ЦК КПА. В 1936 году проходил по делу социалистов и по приговору суда был помещён в лагерь Вёллерсдорф. Вместе с Фридлем Фюрнбергом ему удалось бежать и позднее по решению партии эмигрировать в СССР. В 1937—1938 годах принимал участие в Гражданской войне в Испании, где стал одним из организаторов австрийского батальона «12 февраля 1934 года».
По возвращении в Москву занимался пропагандистской работой. 
В 1942 году организовал Австрийский фронт свободы, изначально имевший название Австрийское движение за независимость. Хоннер был заброшен в Австрию из СССР, где организовал партизанскую группировку; группа поддерживалась СССР и тесно сотрудничала с партизанами Тито в Югославии, и на стороне Тито воевали два австрийских батальона. В 1943 году организация переоформилась, ей занимались политики разных взглядов, основной целью была провозглашена независимость Австрии. К концу войны Австрийский фронт свободы был единственной вооружённой подпольной организацией.
В последние два годы войны вместе с Фюрнбергом стал одним из организаторов австрийского «батальона свободы» в Словении.
В 1945-1951 годах — заместитель председателя КПА. В 1945 году Хоннер получил должность статс-секретаря в правительстве Карла Реннера. До 1959 года являлся депутатом Национального совета Австрии. В 1946—1964 годах Хоннер вновь избирался в ЦК и Политбюро КПА и занимался преимущественно вопросами профсоюзного движения.
Похоронен в Вене на Зиммерингском кладбище.